# سوبر ماريو ميكر
سوبر ماريو ميكر (بالإنجليزية: Super Mario Maker)‏ ، هي لعبة فيديو من نوع منصات وتعديل وإنشاء المراحل حسب رغبة اللاعب وتستطيع أيضا ان ترفع المراحل ليلعبها الاخرون، صدرت اللعبة في شهر سبتمبر عام 2015م، وتعمل لنظام التشغيل وي يو. وستكون لعبة متوفرة أيضا لنظام نينتندو 3دي أس في 2 ديسمبر 2016.

## مصدر
1. ↑  Super Mario Maker Release Date Announced at E3 2015 - GameSpot نسخة محفوظة 13 سبتمبر 2017 على موقع واي باك مشين.

## وصلات خارجية
- سوبر ماريو ميكر على موقع IMDb (الإنجليزية)

- الموقع الرسمي